# Vodnjan
Vodnjan (italijansko Dignano) je istrsko mesto z dobrimi 3.000 prebivalci na Hrvaškem, sedež istoimenske občine z okoli 6.000 prebivalci, ki upravno spada pod Istrsko županijo. Od leta 2003 ima Vodnjan status mestnega naselja oz. občine (Grad Vodnjan).
Vodnjan se nahaja v zahodnem delu Istre, okoli 10 km severno od Pulja, ob železniški progi Divača–Pulj, na nadmorski višini 135 mnm, ter je 6 km oddaljen od morja.

## Zgodovina
V okolici Vodnjana je več arheoloških najdišč iz antičnega obdobja ter več manjših srednjeveških cerkva.
Ob koncu 13. stoletje je Vodnjan, tako kot večji del Istre, spadal pod oblast oglejskih patriarhov. Ko je leta 1331 Vodnjan moral priznati oblast Beneške republike, je bilo mesto priključeno puljskemu okrožju. Podatki o začetkih tukajšnje urbane naselbine se niso ohranili, vendar se je ohranil spomin na grad, ki je do leta 1808 stal na območju današnjega glavnega trga. Okoli njega se je polagoma razvilo naselje, ki se je nato širilo ob obeh straneh ulice, ki vodi proti glavni cesti. Leta 1492 je občina sprejela novi statut, ki pa je bil le posodobljena verzija starega iz 13. stoletja. Vodnjan niso dosegle epidemije kuge, ki so od 16. do 17. stoletja razhajale po jugu Istre, in zaradi katere so opustela mnoga naselja. Prebivalci Vodnjana so ostali večinoma romanskega porekla, za razliko od priseljencev od drugod, ki so poselili izpraznjena območja v okolici. Oblast Benetk je trajala vse do propada republike leta 1797. 
Po propadu je Istra za kratek čas spadala pod Napoleonovo Francijo v okviru Ilirskih provinc. Od leta 1797 do leta 1813 so si Francozi in Avstrijci podajali celotno ozemlje Istre.
Po Napoleonovem porazu v Rusiji in pri Waterlooju je Istra po določbah Dunajskega kongresa ostala pod avstrijsko nadoblastjo. Vodnjan je tedaj spadal pod Avstrijsko primorje, deželo Istro. Razvoj ladjedelništva, pomorstva in industrije ter razglasitev Pulja za glavno pristanišče avstrijske vojne mornarice je odvzel Vodnjanu primat v tem delu Istre. Z razpadom Avstro-ogrske monarhije ob koncu prve svetovne vojne leta 1918 in po podpisu mirovne pogodbe v Rapallu novembra 1920 je bila celotna Istra v okviru kraljevine Italije, vse do njene kapitulacije leta 1934.

## Prebivalstvo
V občini Vodnjan, ki obsega še naselja Gajana, Galižan in Peroj, stalno živi 6119 prebivalcev (popis 2001).

### Demografija
| Pregled števila prebivalcev po letih | Pregled števila prebivalcev po letih | Pregled števila prebivalcev po letih | Pregled števila prebivalcev po letih | Pregled števila prebivalcev po letih | Pregled števila prebivalcev po letih | Pregled števila prebivalcev po letih | Pregled števila prebivalcev po letih | Pregled števila prebivalcev po letih | Pregled števila prebivalcev po letih | Pregled števila prebivalcev po letih | Pregled števila prebivalcev po letih | Pregled števila prebivalcev po letih | Pregled števila prebivalcev po letih | Pregled števila prebivalcev po letih |
| ------------------------------------ | ------------------------------------ | ------------------------------------ | ------------------------------------ | ------------------------------------ | ------------------------------------ | ------------------------------------ | ------------------------------------ | ------------------------------------ | ------------------------------------ | ------------------------------------ | ------------------------------------ | ------------------------------------ | ------------------------------------ | ------------------------------------ |
| 1857                                 | 1869                                 | 1880                                 | 1890                                 | 1900                                 | 1910                                 | 1921                                 | 1931                                 | 1948                                 | 1953                                 | 1961                                 | 1971                                 | 1981                                 | 1991                                 | 2001                                 |
| 3824                                 | 4731                                 | 5315                                 | 5152                                 | 5540                                 | 5916                                 | 5642                                 | 5424                                 | 3482                                 | 2576                                 | 3623                                 | 3636                                 | 3566                                 | 3678                                 | 3406                                 |

## Znamenitosti
Mestece je ohranilo značilno obliko srednjeveškega naselja z gosto nepravilno razporeditvijo hiš znotraj zunanjega venca hiš, ki so bile istočasno v funkciji obrambnega zidu. Ohranjenih je nekaj gotskih, renesančnih in baročnih hiš iz obdobij od 15. do 18. stoletja. Od drugih istrskih naselij  se Vodnjan razlikuje po dolgi in ravni cesti (znani kot najdaljša ulica v Istri), ki poteka od odcepa z glavne ceste do starega mestnega trga. Ob ulici je tudi nekaj elegantih meščanskih palač z gotskimi detajli.

### Župnijska cerkev sv. Blaža
Cerkev sv. Blaža na glavnem trgu je mogočna 56 m dolga cerkvena stavba, zgrajena v baročnem slogu med 1760–1800), s tremi vzidanimi romanskimi reliefi in kupolo, katere višina dosega 25 m. Načrte za ločeni cerkveni zvonik, zgrajen 1815–1883, ki velja za najvišjega v Istri (60 m), je po vzoru beneškega na trgu sv. Marka izdelal piranski arhitekt Domenico Dongetti. Kipe sv. Lovrenca, sv. Petra, sv. Blaža in sv. Kvirina na pročelju je izdelal krajevni umetnik Giovanni Trevisano.

### Zbirka relikvij in sakralne umetnosti
Mesto je znano tudi po edinstveni zbirki relikvij, ki jih danes hranijo v župnijski cerkvi sv. Blaža, za glavnim oltarjem, ter so del župnijske zbirke sakralne umetnosti. Relikvije je v obdobju francoskega pustošenja Benetk od tamkajšnjih župnijskih upraviteljev prevzel akademski slikar Gaetano Gressler, jih leta 1817 dal skrivoma prepeljati v Vodnjan, ter jih je s hrambo v svoji palači Lezze rešil pred uničenjem. Popolnoma ohranjena so trupla sv. Nicoloze Bursa († 1512), Leona Bemba († 1188) ter sv. Janeza Olinija. Relikvije sedaj hranijo v posebnih mikroklimatskih sarkofagih. Skrb za relikvije je prevzel Hrvaški restavratorski zavod, oz. v Vodnjanu ustanovljena posebna restavratorska delavnica, raziskave nerazpadlih teles in digitalizacija relikvij pa še potekajo. V župnijski zbirki sakralne umetnosti hranijo tudi relikviarija blaženega kardinala Stepinca ter svetega papeža Janeza Pavla II., pa tudi eno od kopij Torinskega prta, izdelanega v velikosti originala. 
V občinski novogotski stavbi je na ogled zbirka slik beneških slikarjev iz obdobja od 16. do 18. stoletja.

### Istriotski jezik
V Istri so zastopani hrvaški jezik (čakavščina), slovenski in italijanski (istrobeneški) jezik. Manjše število prebivalcev na posameznih območjih pa govori še istroromunski (t.i. vlaški in žejanski) ter romanski istriotski jezik. Večina prebivalstva je dvo ali večjezična. Romanski Istriotski jezik sodi med avtohtone jezike istrskega polotoka, ki se je v Istri obdržal še iz časov pred razširitvijo istrobeneškega jezika. Območje njegove uporabe je tvorilo jezikovni otok na jugu Istre. Do danes se je v Istri ohranil samo v šestih mestih, ponekod v Rovinju, Vodnjanu, Balamu, Fažani, v Galižani in v Šišanu, vendar je bil v preteklosti bolj razširjen. Danes ga v italijanski narodni skupnosti poleg Italijanščine neustavljivo nadomešča še istrobeneški jezik. Govorniki so samo še starejše osebe. Po ocenah naj bi jezik imel v Istri samo še nekaj deset aktivnih govornikov in okoli 300 ljudi, ki ga razumejo in ga delno obvladajo. Govorijo ga še nekatere osebe v Trstu in morda še posamezniki v manjših skupnostih nekdanjih istrskih ezulov v Fertiliji in Maristelli pri Algeru na Sardiniji.

## Znane osebnosti
- Miljenko Licul (1946–2009), slovenski grafični oblikovalec
- Fran Dominko (1903–1987), slovenski fizik, astronom in predavatelj